# 小米5c
小米5c是小米科技於2017年2月28日所發表的中階智慧型手機，於2017年3月3日在中國大陸開賣。採用松果澎湃S1處理器，搭載基於Android 7.0的MIUI 8系統、5.15吋Full HD螢幕、3GB記憶體、 64GB儲存空間。

## 價格
售價：1299元人民幣（3GB RAM+64GB ROM）